# Jo Vermeulen
Pour les articles homonymes, voir Vermeulen.
Jo Vermeulen, né le 19 mai 1953 à Anvers, est un homme politique belge flamand, membre de Groen!.
Il est licencié en philologie germanique (KUL).

## Fonctions politiques
- Président des jeunes socialistes (1982)
- Secrétaire d'Agalev à Anvers (1995-1998)
- Secrétaire politique d'Agalev à Anvers (1998-2000)
- Conseiller communal à Anvers (2007-...)
- Député au Parlement flamand :
  - du 6 juillet 1999 au 13 juin 2004
  - du 10 janvier 2007 au 21 décembre 2007
  - depuis le 9 janvier 2008 au 7 juin 2009